# Османије
Османије (тур. Osmaniye) је град у Турској у вилајету Османије. Према процени из 2009. у граду је живело 197.747 становника.

## Становништво
Према процени, у граду је 2009. живело 197.747 становника.
| 1990.   | 2000.   |
| ------- | ------- |
| 122.307 | 173.977 |